# Brent Albright
Brent Alan Albright (Louisiana, 28 november 1978) is een Amerikaans professioneel worstelaar die vooral bekend is van zijn tijd bij World Wrestling Entertainment als Gunner Scott, in 2006, en Ring of Honor, van 2006 tot 2009.

## In het worstelen
- Finishers
  - Crowbar
  - Belly to belly suplex
  - Half Nelson Suplex
  - Sharpshooter

- Signature moves
  - 6-1-Knee (Swinging knee lift to a rope hung opponent)
  - Ankle lock
  - Backhand chop
  - Cross-legged fisherman buster onto the knee
  - Crucifix powerbomb
  - Diving crossbody block
  - Military press powerslam
  - One shoulder powerbomb
  - Slingshot DDT

- Managers
  - Kaci Cannon
  - Steve Hartley
  - Larry Sweeney

- Bijnamen
  - "The Shooter"
  - "The Gun For Hire"

## Prestaties
- National Wrestling Alliance
  - Wereld
    - NWA World Heavyweight Championship (1 keer)

  - Regionaal
    - NWA Oklahoma Heavyweight Championship (1 keer)
    - NWA Universal Heavyweight Championship (1 keer)

- Ohio Valley Wrestling
  - OVW Heavyweight Championship (2 keer)
  - OVW Television Championship (1 keer)
  - OVW Southern Tag Team Championship (1 keer met Chris Masters)

- Oklahoma Championship Wrestling
  - OCW Heavyweight Championship (1 keer)
  - OCW Tag Team Championship (3 keer met Rocco Valentino)

- Oklahoma Wrestling Alliance
  - OWA Heavyweight Championship (1 keer)
  - OWA Ironman Championship (2 keer)

- Ring of Honor
  - NWA World Heavyweight Championship (1 keer)

- Steel Rage Pro Wrestling
  - SRPW Heavyweight Championship (1 keer)